# Kintamani (chien)
Pour les articles homonymes, voir Kintamani.

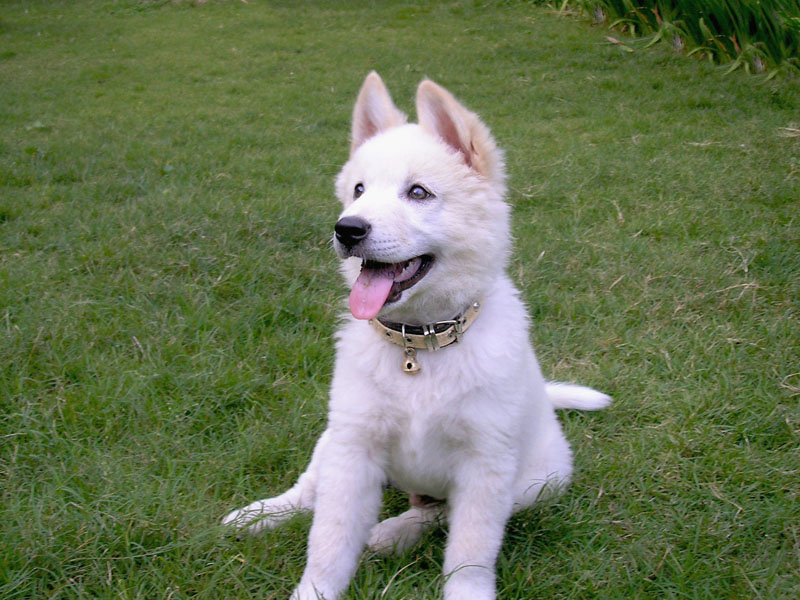
Individu blanc.

Le kintamani également appelé Anjing Kintamani, Anjing Bali, Kintamani Bali ou encore chien de Bali, est un chien originaire de la région de Kintamani et plus précisément du village de Sukawana à Bali (Indonésie).

## Caractéristiques

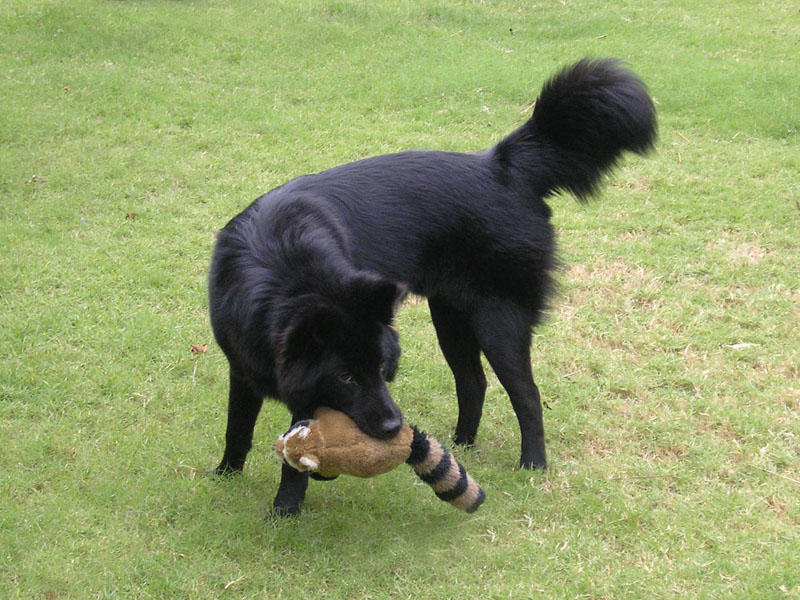
Individu noir.

Les kintamani ont la plupart du temps une robe blanche pure ou crème avec des oreilles abricot. Il existe également des individus possédant une robe noire mais ces derniers ne sont pas très appréciés des éleveurs. Ces chiens mesurent environ 44–57 cm au garrot pour un poids de 13–18 kg. Il a une longévité d'environ quinze ans. Il est connu pour être un chien robuste. De par son tempérament autoritaire et affectueux, il est considéré comme un bon compagnon et un bon chien de garde.

## Tempérament
Il est curieux et affectueux avec son maître et sa famille mais peut se montrer agressif et farouche avec d'autres personnes. Probablement à cause du fait qu'il ait des origines de chien sauvage, il aime grimper au toits et creuser des terriers.

## Histoire
Le Kintamani est un chien originaire de la province de Kintamani à Bali et plus précisément du village de Sukawana non loin du mont Batur. La race kintamani est une évolution des chiens sauvages balinais. Une légende locale prétend que le chien kintamani est un descendant d'un chow-chow qui aurait été amené sur l'île au treizième siècle par un marchand chinois du nom de Lee qui aurait mélangé son chow-chow avec des chiens sauvages balinais,. La preuve que Lee avait vécu à Kintamani est qu'il existe un temple chinois de foi confucéenne dans la province, dans l'enceinte du Pura Ulun Danu Batur. Il est cependant plus probable que le kintamani soit croisé avec les chiens des envahisseurs javanais du royaume de Majapahit durant le quatorzième siècle ou avec ceux des réfugiés javanais du quinzième siècle,.

## Étymologie
Le nom kintamani provient tout simplement de leur région d'origine de Kintamani.

## Élevage
Les kintamani sont très populaires à Bali et donc élevés en masse. Les éleveurs font souvent dormir les jeunes kintamani dans des grottes très froides afin de développer leur fourrure. Actuellement le kintamani est reconnu comme espèce uniquement en Indonésie par le PERKIN[Quoi ?]. Les habitants de Bali sont très fiers de ce chien et se battent pour le faire reconnaître en tant qu'espèce par le monde entier et notamment par la Fédération cynologique internationale,. Afin d'obtenir l'accréditation du kintamani en tant qu'espèce, tous les ans des concours d'exposition de kintamani ont lieu.

## Consommation
Le kintamani est, comme ses congénères sauvages, mangé par la population. Il est également une des espèces de chiens sacrifiées lors du jour du "Wudan".